# Анастасія Повченська
Анастасія Повченська (між 1585 та 1587 — після 1624) — дружина гетьмана Петра Конашевича-Сагайдачного.

## Життєпис
Походила з українського роду Повченських (або Повчанських). За різними версіями належала до волинської або галицької шляхти. Народилася в 1585 або 1587 році в родинному маєтку — на це претендують села Повча, Повч, Рудня-Повчанська (сучасна Житомирська область України).
Ймовірно познайомилася в майбутнім чоловіком в Острозі або Києві. Дослідники припускають, що Петро Сагайдачний одружився з Анастасією Повченською щонайпізніше на початку 1603 року. На той час нареченій, імовірно, було менше 18 років (деякий вчені вказують на 16 років). Вінчання відбулося в церкві Флора і Лавра в селі Кульчицях (на батьківщині чоловіка Повченської).
Незабаром разом з чоловіком перебралася до Києва, де облаштувалася в маєтку Сагайдачного. Оскільки голова родини майже весь час воював проти ворога, бойова, гонорова пані Сагайдачна давала лад господарству. Нерідко Анастасія очолювала загін охорони й робила наїзди на сусідів. Численні позови зуміла відхилити, зважаючи на авторитет й вплив чоловіка.
Перед смертю у своєму заповіті гетьман призначив опікунів для дружини — київського митрополита Іова Борецького та наступника на гетьманській посаді Оліфера Голуба. Дмитро Яворницький припускав, що шлюб гетьмана не був щасливим, оскільки він розпорядився своє майно передати церквам, школам, шпиталям, монастирям, але не дружині. Проте, через відсутність повної версії заповіту, сучасні історики оцінюють це припущення як нічим не підкріплену здогадку.
Після смерті Сагайдачного Анастасія в 1624 році удруге вийшла заміж за шляхтича Івана Пйончинського (Піончина) та мешкала в маєтку неподалік с. Вирва (сучасна Житомирська область України), ймовірно в родинному маєтку Повченських. У Коронній метриці є запис за 31 липня 1624 року про її «наїзд» на Вирву — маєток Федора Даровського. У справі Повченської вирок щодо пред'явлення баніції був винесений Київським судом, а сума збитків становила 7087 злотих. Баніцію на Анастасію було накладено за те, що не з'явилася до суду. Разом з тим за нею зберігалися всі шляхетські права. Про подальшу долю Повченської нічого невідомо. Можливо, вона вимушена була виїхати за межі Речі Посполитої.

## Родина
1. Чоловік — Петро Конашевич-Сагайдачний. Діти:
- Лукаш (бл. 1604 — після 1619)

2. Іван Пйончинський